# Horst Scheffler
Pour les articles homonymes, voir Scheffler.
Horst Scheffler (né le 26 avril 1935 à Heinrichswalde) est un peintre allemand.

## Biographie
Horst Scheffler suit de 1949 à 1952 une formation en menuiserie. De 1953 à 1955, il va à l'école des beaux-arts de Hanau et de 1956 à 1958 de Hambourg. En 1968, il fait une session d'études en Suisse, où il fait la connaissance de Richard Paul Lohse et Camille Graeser ; en 1969, il vient à Berlin puis reçoit une bourse de la ville de Brême. En 1970, il va à Paris et rencontre Leo Breuer. De 1971 à 1988, il est professeur d'art à Brême. En 1979, il fait un voyage aux États-Unis, où il fait la connaissance de Rudolf Arnheim.

## Source de la traduction
- (de) Cet article est partiellement ou en totalité issu de l’article de Wikipédia en allemand intitulé « Horst Scheffler » (voir la liste des auteurs).